# Il principe delle maree
Il principe delle maree (The Prince of Tides) è un film del 1991 diretto da Barbra Streisand, tratto dal bestseller omonimo di Pat Conroy (1986).

## Trama
Tom Wingo viene invitato a recarsi a New York, dopo l'ennesimo tentativo di suicidio della sorella gemella Savannah, dalla psichiatra che da pochi mesi la segue, Susan Lowenstein. Dopo l'iniziale diffidenza e ritrosia a confidarsi, Tom, sollecitato sia dalla donna che lo incalza con abili domande, che dalla situazione drammatica della sorella, porta lentamente a galla dei particolari, sepolti nell'inconscio, delle tragiche vicende della sua famiglia, costituita da un padre violento ed alcolizzato, una madre superficiale e fatua, ora divorziata e sposata con un ricco possidente della zona, e tre figli. Il maggiore, Luke, morì tragicamente in una sparatoria con la polizia, Savannah cercò fortuna a New York come poetessa e Tom divenne insegnante ed allenatore di football.
Tom è sposato con Sallie, il loro matrimonio è in crisi, e la coppia ha tre figlie. La psichiatra è a sua volta sposata con Herber Woodruff, un celebre violinista che non vede quasi mai ed ha un figlio, Bernard, con il quale è in pieno conflitto.
Tom accetta di insegnare football al ragazzo che, dopo un'iniziale ostilità, cede al buon carattere ed alla simpatia umana di Tom. Frattanto Tom si concede una breve parentesi a casa per il compleanno della figlia minore: qui la moglie gli comunica che ha un amante, il quale vuole sposarla. Sconvolto, torna a New York e trova finalmente il coraggio di confidare alla dt.ssa Susan un drammatico episodio di un fatto poi rimosso: una notte, tre criminali evasi dal penitenziario irruppero in casa loro e violentarono Savannah, tredicenne, la madre Lila e Tom.
Il fratello maggiore Luke, rientrato in casa armato, e la madre uccidono i tre malviventi. Lila quindi seppellisce i tre cadaveri, e obbliga i figli a dimenticare e a tacere il tutto a tutti. Questo fatto rimane però centrale e incancellabile nella psiche dei fratelli Wingo, perché se da un lato contribuisce a creare per loro un mito attorno alla figura coraggiosa di Luke, dall'altro mina definitivamente la famiglia, rendendo difficoltosa (per via dei problemi familiari) la vita relazionale di Savannah e di Tom: la prima infatti avrà un'esistenza fatta di insuccessi, depressione cronica e turbe psichiche suicide, e il secondo non riuscirà mai, salvo che dopo essersi liberato del peso del ricordo grazie ai colloqui con Susan, ad essere sé stesso senza indossare l'abituale maschera del buontempone, ad avere autostima e ad affrontare di petto i problemi. La confessione di questi avvenimenti tenuti nascosti per tanti anni, quindi, libera Tom da complessi di colpa e consente a Susan, che ha avuto un breve rapporto amoroso con lui, di lasciare il marito che la tradisce continuamente. Ormai sereno, Tom torna a casa ritrovando l'affetto della moglie e delle tre figlie, senza dimenticare Susan.

## Box Office
Il principe delle maree è stato un successo al box office, partendo al quarto posto con un incasso di 10035412 $ dietro a Hook - Capitan Uncino, La bella e la bestia e Il padre della sposa, ed è rimasto nella top 10 per sette settimane.

## Impatto culturale
- Nell'episodio della quarta stagione dei Simpson, La scelta di Selma, i flashback che ha Marge relativi alla sua adolescenza sono simili a quelli di questo film, ed infatti poi Marge afferma "un momento, quello era il principe delle maree"[1]. Nell'episodio della sesta stagione, Paura di volare, Marge pensa che la sua psichiatra si chiami Lowenstein (il nome della psichiatra in questo film), mentre il suo vero nome è Zweig[2]. Nel primo episodio della 5ª stagione de "I Soprano" (Titolo originale "Two Tonys"), Tony Soprano (James Gandolfini) vede casualmente uno spezzone del film in TV, a seguito del quale comincia a corteggiare la sua psichiatra, dott. Jennifer Melfi (Lorraine Bracco).

## Riconoscimenti
- 1992 - Premio Oscar
  - Candidatura Miglior film a Barbra Streisand e Andrew S. Karsch
  - Candidatura Miglior attore protagonista a Nick Nolte
  - Candidatura Miglior attrice non protagonista a Kate Nelligan
  - Candidatura Miglior sceneggiatura non originale a Pat Conroy e Becky Johnston
  - Candidatura Migliore fotografia a Stephen Goldblatt
  - Candidatura Migliore scenografia a Paul Sylbert e Caryl Heller
  - Candidatura Miglior colonna sonora a James Newton Howard

- 1992 - Golden Globe
  - Miglior attore in un film drammatico a Nick Nolte
  - Candidatura Miglior film drammatico
  - Candidatura Migliore regia a Barbra Streisand
- 1992 - Chicago Film Critics Association Award
  - Candidatura Miglior attore protagonista a Nick Nolte
- 1991 - Los Angeles Film Critics Association Award
  - Miglior attore protagonista a Nick Nolte
- 1991 - Boston Society of Film Critics Award
  - Miglior attore protagonista a Nick Nolte